# ジャン・ニコラ
ジャン・ニコラ（Jean Nicolas, 1913年6月9日 - 1978年9月8日）はフランス出身の元サッカー選手。ポジションはフォワード。
FCルーアンのユース出身で、現役引退まで同チームでプレーした。フランス代表としては1934年大会と1938年大会の2度のW杯に出場、1938年大会では2得点を挙げている。代表通算25試合21得点、この得点記録はフランス歴代10位となっている（2008年現在）。

## タイトル
クラブ
- ディヴィジョン・ドゥ:1回 1935-36

個人
- ディヴィジョン・アン得点王:1回 1937-38
- ディヴィジョン・ドゥ得点王:3回 1933-34, 1934-35, 1935-36